# I. Spytihněv cseh fejedelem
I. Spytihněv (csehül: Spytihněv I.), (875 – 915) cseh fejedelem 894-től haláláig.

## Élete
I. Bořivoj fiaként lett fejedelem. A magyarok gyakori betörései miatt keletkezett zavarokat felhasználván az ország szláv törzseit egy fejedelemséggé egyesítette 912-ben. Halála után öccse, I. Vratiszláv uralkodott.